# Nupserha fumata
Nupserha fumata là một loài bọ cánh cứng trong họ Cerambycidae.